# Lưu Quang Thế
Lưu Quang Thế (chữ Hán: 劉光世, 1086 - 1142), tên tự là Bình Thúc (平叔), nguyên quán ở Bảo An quân, tướng lĩnh triều Bắc Tống và Nam Tống trong lịch sử Trung Quốc.

## Thời Bắc Tống
Lưu Quang Thế là con trai thứ của Trấn Hải quân tiết độ sứ Lưu Diên Khánh. Ông chào đời năm 1086 thời vua Triết Tông triều Bắc Tống. Ban đầu, Lưu Quang Thế theo lệ phụ ấm được bổ làm Tam Ban phụng chức, sau đó thăng là Phu Diên lộ binh mã đô giám rồi Kì châu phòng ngự sứ. Năm Tuyên Hòa thứ ba (1122) tặc khấu Phương Lạp nổi dậy chống triều đình, Lưu Diên Khánh là Tuyên phủ ti đô thống được lệnh chống giặc, Quang Thế theo cha ra trận. Khi giặc bị bình xong, Lưu Quang Thế được phong là Diệu châu quan sát sứ rồi Phu Diên lộ binh mã kiềm hạt.
Về sau Tống liên minh với Kim để đánh Liêu nhằm khôi phục đất Yên, Lưu Quang Thế theo cha đến trấn giữ Dịch châu (một trong số 6 châu vùng Yên Vân mà triều Tống khôi phục lại được sau hiệp ước liên minh trên biển), được phong làm Phụng Quốc quân thừa tuyên sứ; sau đó đổi thành Uy Vũ, Phụng Ninh quân thừa tuyên sứ. Trong chiến dịch Yên Kinh, do Lưu Quang Thế hành quân đến chậm khiến quân Tống bại trận nên bị giáng quan ba cấp. Về sau giặc cướp ở Hà Bắc là Trương Địch cướp phá Tuấn châu, Quang Thế được lệnh đánh dẹp. Ông cho rằng quân giặc chỉ là một lũ ô hợp nên không khó đánh, rồi dùng kế rút lui để nhử địch, cuối cùng đánh bại được giặc. Do đó ông lại được làm Thừa tuyên sứ, sung Phu Diên lộ mã bộ quân phó tổng quản.

## Thời Nam Tống

### Phò tá Cao Tông
Năm 1126, quân Kim do Niêm Một Hát, Oát Li Bất chỉ huy tiến đánh Biện Kinh lần thứ nhất, nước Tây Hạ nhân cơ hội đó cũng cho quân cướp phá vùng Tử Bảo. Nơi đây có hai ngọn núi đối mặt với nhau tạo thành một địa thế hiểm yếu. Quang Thế cầm quân đánh dẹp, dựa vào địa thế này mà đánh lui quân địch, được thăng làm Thị vệ mã quân đô ngu hậu. Đến mùa thu năm đó, quân Kim lại tấn công Biện Kinh lần thứ hai, Lưu Quang Thế dẫn quân của mình làm việc cần vương. Lúc đó có Phạm Trí Khư truyền hịch chư lộ kéo vào giải nguy cho kinh đô. Sau đó triều đình lại muốn nghị hòa nên ra lệnh cho các lộ cần vương dừng lại, không tiếp tục đánh nữa; Lưu Quang Thế không đồng tình, nên giấu tờ chiếu không thông báo cho quân sĩ và cho rằng cần tiếp tục tiến quân nhanh hơn nữa. Lúc hợp quân với các lộ cần vương, binh sĩ của Quang Thế nghe tin kinh thành đã thất thủ nên rất lo sợ. Quang Thế trấn an họ rằng hai đế đã trốn thoát về nam (thực ra thì hai đế đã bị bắt), nên binh sĩ bình tĩnh trở lại rồi cùng ông tiến đến Thiểm phủ. Trí Khư lại dự định hợp năm lộ binh mã quyết chiến với người Kim, đoạt lại hai đế, Quang Thế cho là khó, nên dẫn quân đội của mình đến Tế châu yết kiến Khang vương. Vương phong ông làm Ngũ quân đô đề cử.
Giữa năm 1127, Vương lên ngôi hoàng đế, phong Lưu Quang Thế làm Tỉnh thị lăng tẩm sứ, rồi Đề cử cử ngự doanh sử ti, Hành tại đô tuần kiểm sứ. Sau đó ông lại lập công giết được giặc cướp Lý Dục ở Sơn Đông nên được phong Phụng Quốc quân tiết độ sứ. Về sau binh lính ở Trấn Giang làm loạn, Quang Thế dẫn quân đánh dẹp được nên được phong Giang Ninh phủ chế trí sứ. Tiếp đến ông lại được lệnh thảo phạt Trương Ngộ ở Trì châu. Ngộ xem thế trận thì đoán rằng có thể đánh bại được quan quân. Đúng là lần này thì quân triều đình bị đánh bại, nhưng Lưu Quang Thế được miễn tội nhờ sự biện hộ của Vương Đức. Về sau Trương Ngộ đưa quân đóng ở thượng lưu Trường Giang Lưu Quang Thế chỉnh đốn lại binh mã chống lại, truy kích quân của Trương Ngộ tới tận Giang châu và phá được. Lần tiếp theo Trương Ngộ lại đông hạ, Quang Thế cầm quân đón đánh, truy kích và phá tặc quân ở Giang Ninh.
Năm 1128, ông được thăng làm Kiểm giáo thiếu bảo và được lệnh cầm quân thảo phạt giặc cướp Lý Thành. Ông lấy Vương Đức làm tiên phong, gặp quân của Lý Thành ở cầu Dịch Khẩu và đánh bại được chúng một trận. Lý Thành lại tập hợp tàn binh chiến đấu một lần nữa, Lưu Quang Thế mặc nho phục màu trắng ra trận, Lý Thành thấy thế bèn đem quân bao vây. Ông ra lệnh nếu ai bắt được Lý Thành sẽ ban cho quan tước. Quân sĩ thấy thế tranh đua nhau giết giặc, Lý Thành phải trốn chạy. Lưu Quang Thế được gia phong Kiểm giáo thiếu phó.

### Dẹp loạn Miêu, Lưu
Mùa thu năm 1127, trước sự tấn công của người Kim, Cao Tông trốn khỏi Nam Kinh, chạy về Dương châu. Quân Kim tiếp tục đánh xuống phía nam, chẳng mấy chốc đã tới vùng Thiên Trường, Lưu Quang Thế đem quân chống địch nhưng chưa tới nơi thì quân đã tan rã. Quân Kim lần lượt kiểm soát miền bắc, đánh mạnh vào miền nam. Đầu năm 1129, Cao Tông bỏ Dương châu vượt sông Trường Giang chạy trốn, phong cho Lưu Quang Thế làm Hành tại ngũ quân chế trí sứ, đóng quân ở Trấn Giang, chi viện cho cả vùng Giang Khẩu, sau lại phong ông làm Kiểm giáo thái bảo, Điện tiền đô chỉ huy sứ.
Không lâu sau, Miêu Phó và Lưu Chính Ngạn làm loạn, giết chết các nội thị gần gũi với Cao Tông rồi lại bức ép Cao Tông nhường ngôi cho thái tử Ngụy quốc công Triệu Phu và từ đó hai người này kiểm soát triều chính. Miêu Phó vốn căm ghét Lưu Quang Thế vì ông có quan hệ mật thiết với nội thị Khang Lý (vừa bị Miêu, Lưu giết chết) nên giáng ông làm Thái úy, Hoài Nam chế trí sứ. Chưa đầy một tháng sau, Trương Tuấn ở Bình Giang truyền hịch cho chư lộ làm việc cần vương, Quang Thế ban đầu không nghe. Về sau có Lã Di Hạo sai sứ đến Trấn Giang thuyết phục, Quang Thế mới đồng ý, hội quân cùng các tướng ở Đan Dương. Khi quân cần vương tiến, Lưu Quang Thế cho tuyển thêm sĩ tốt làm du kích, nhưng chia quân điện hậu. Miêu Phó sai Miêu Dực và Mã Nhu Cát đến Lâm Bình kháng cự, Quang Thế cùng quân của bọn Hàn Thế Trung phá được rồi tiến vào hành tại, giải nguy cho Cao Tông. Do đó ông được phong làm Thái úy, Ngự doanh phó sứ. Ông lại sai Vương Đức hỗ trợ Kiều Trọng Phúc đang truy bắt Miêu Phó, đuổi Phó đến huyện Sùng An. Bộ hạ của Miêu Phó đầu hàng, Phó phải tiếp tục chạy trốn, về sau cũng bị Hàn Thế Trung bắt và giết. Về sau triều đình lập kế bắt được nghịch tướng Phạm Quỳnh, nhưng lại e sợ thế lực của Quỳnh ở bên ngoài sẽ làm loạn cứu nguy cho chủ. Quang Thế nhận lệnh của Trương Tuấn ra phủ dụ tướng sĩ dưới quyền Phạm Quỳnh, cuối cùng tất cả đều quy phục. Cao Tông xuống chiếu phong ông làm Giang Đông tuyên phủ sứ, trấn giữ Thái Bình và Trì châu, và tiết chế Đỗ Sung. Ông không đồng tình việc làm tiết chế cho Đỗ Sung, Cao Tông vô cùng tức giận, bèn hạ lệnh cấm ông vào điện môn, lúc đó ông đành phải nhận lệnh.

### Bảo vệ miền nam
Triều đình nhà Tống lại phải tiếp tục chạy dài trước sự truy đuổi của người Kim. Khi Long Hựu thái hậu ở Nam Xương nghe tin quân giặc sắp từ Kì, Hoàng châu đã vượt sông và chỉ còn 200 dặm nữa là sẽ đến chỗ mình, bèn hạ lệnh cho Lưu Quang Thế đóng quân ở Giang châu để phòng bị. Quang Thế đến nơi, ngày nào cũng uống rượu say khướt, không quan tâm đến tình hình bên ngoài. Người Kim đã vượt sông ba ngày mà ông cũng chẳng biết. Khi người Kim đến thì co giò bỏ chạy, khiến thái hậu cũng phải rút về Kiền châu. Phùng Tiếp gửi thư đến ông bảo rằng quân Kim vào sâu trong xứ người là điểm tối kị của binh gia, nay ông chỉ cần tuyển thêm tinh binh, dựa vào núi sông hiểm trở của vùng Giang Nam mà khéo léo nhử địch vào một con đường nào đó rồi dùng phục binh thì rất dễ chiến thắng. Ông không làm theo, mà đưa quân từ Tín châu về Nam Khang để giữ Hoài Nam. Khi Lịch Quỳnh đem quân bao vây huyện Cố Thủy, ông sai người đến chiêu hàng, rồi sai Vương Đức đánh và bắt được giặc cướp Vương Niệm ở Tín châu. Khi đó đội quân của ông chưa có tên, mọi người cứ gọi là thái úy binh. Thị ngự sử Thẩm Dự Cầu trình bày chuyện này, mới có lệnh lấy hai chữ tuần vệ làm tên cho đội quân của ông, ông được phong làm Ngự tiền Tuần vệ quân đô thống chế. Tiếp sau Cao Tông còn triệu ông tới hành tại, phong làm Chiết Tây An phủ đại sứ và tri Trấn Giang phủ. Ông cho rằng không thể tiếp nhận được tới hai nơi như vậy, nên chỉ xin chuyên tâm vào công việc của an phủ sứ. Ông lo sợ người Kim sẽ vượt sông, muốn phòng bị trước cho mình nếu triều Tống không còn, nên đã chiếm cứ rất nhiều đất đai của nông dân ở Chiết Giang, bị triều đình phát giác. Trong ngoài cực kì phẫn nộ việc làm của ông, nhưng Cao Tông vẫn làm ngơ không trị tội và còn phong ông làm Ninh Vũ quân tiết độ sứ, Khai phủ nghi đồng tam ti. Lúc ấy thì Hàn Thế Trung và Trương Tuấn cũng đang lĩnh chức Chiết Tây chế trí sứ, Lưu Quang Thế lại tấu rằng lộ Chiết Tây quá dư thừa binh mã, không thể bổ nhiệm tới ba người thống lĩnh, nên triều đình bãi chức của hai người kia.
Quân Kim chiếm đóng được Hoài Đông, Lưu Quang Thế sợ thế của chúng. Lúc người Kim bao vây Sở châu được 100 ngày, Cao Tông lệnh Quang Thế dẫn quân cứu viện nhưng ông không đi, mà sai Vương Đức và Lịch Quỳnh dẫn quân, còn mình thì quan sát xem cánh quân đó giết và bắt được bao nhiêu quân giặc để tấu công. Nhưng không lâu sau thì Sở châu bị phá, Cao Tông lệnh Quang Thế tiết chế chư trấn, bảo vệ các vùng Thông, Thái. Trong thời gian đó ông dùng kế khiến tướng Kim là Hoàn Nhan Xương phải lui quân khỏi Thừa, Sở. Năm Thiệu Hưng nguyên niên (1131), tháng ba, người Kim lại vượt sông Hoài; Dương châu lúc đó thiếu người trấn giữ, triều đình bèn phong ông kiêm làm Hoài Nam, Kinh Đông lộ tuyên phủ sứ, trí Tư Dương châu, ông không đi. Khi Trương Tuấn thảo phạt Lý Thành cũng viết thư kêu gọi ông đem quân giúp đỡ nhưng ông lấy cớ giặc cướp ở Giang Bắc đạo chưa bình dẹp xong mà từ chối. Sau đó triều đình mệnh ông kiêm Hoài Nam tuyên phủ sứ, lĩnh quân ở Chân, Dương châu và tiếp nhận công việc ở Sở châu. Khi đó có Quách Trọng Uy âm mưu chiếm cứ Hoài Nam theo hàng Ngụy Tề Lưu Dự, ông sai Vương Đức đem quân bắt được Trọng Uy và đánh bại quân của hắn. Trong triều tể tướng Phạm Tông Doãn bất bình với việc quân của ông tham nhũng và lãng phí, nên tố cáo với triều đình. Cao Tông bênh vực ông và không xử phạt. Trong lúc này thì nhiều người ở Hoài Bắc quy phục triều đình, Cao Tông mới ra lệnh phong Quang Thế kiêm Hải, Tứ châu tuyên phủ sứ để hướng dẫn họ. Thời gian này có Hạ Ninh tụ được hơn 1000 quân, thường bắt người ăn thịt cùng với dư đảng của Quách Trọng Uy quấy phá Hoài Nam, Thiệu Thanh chiếm cứ Thông Châu, Lưu Quang Thế đều chiêu hàng được. Ông tấu thỉnh triều đình ban cho mình ấn Hoài Đông lộ tuyên phủ sứ và tiền lương, cho phép tăng số tướng lại, được chấp nhận. Sau còn còn tâu xin cấp cho Trấn Giang phủ, Thường châu và Giang Âm quân 37 vạn mễ lương thực dùng làm quân nhu.
Năm 1132 có chiếu lệnh ông đến Dương châu, ông không phụng chiếu và đến Lâm An biện giải rằng bọn giặc cướp ở Chiết Tây vẫn còn nhiều nên nguyện vẫn thống lĩnh Chiết Tây làm bổn kế. Lúc ông đến kinh có mang theo nhiều châu báu và phương vật dâng tặng, Cao Tông bèn đem phân phát cho lục cung, Trung thừa Thẩm Dữ Cầu lại can ngăn nên vua quyết định trả hết số châu báu và phương vật cho ông.
Quang Thế vốn có hiềm khích với tể tướng Lã Di Hạo. Khi Di Hạo đến chỗ quân ông đóng xem xét thì báo lên triều đình những điểm xấu trong quân như tham nhũng, thiếu người, không siêng năng luyện tập nhưng Cao Tông không xét tội. Khi Di Hạo đến Trấn Giang thì bảo rằng Quang Thế dùng quân phí tới 2000 vạn mân, bèn sai người đến hỏi về việc này và còn báo cáo với triều đình. Cao Tông sai ngự sử Giang Tê đến chỗ quân của ông kiểm tra thì thất không có sự việc này. Cao Tông sau đó lại hạ lệnh dùng thuế ở Trấn Giang cung cấp thêm cho ông làm quân phí, sau đó lại trợ giúp thêm 100 vạn mân. Cùng năm 1132 ông được gia phong Ninh Vũ, Ninh Quốc quân tiết độ sứ. Ông lại tấu lên triều đình công lao của bộ tướng Kiều Trọng Phúc, nên có chiếu thăng quan cho người này.
Năm 1133, Cao Tông hạ lệnh đổi trấn của Lưu Quang Thế, phong ông làm Kiểm giáo thái phó, Gang Đông lộ tuyên phủ sứ cùng với Hàn Thế Trung. Khi Thế Trung đến chân thành Trấn Giang thì có gian nhân xông vào thành ăn cắp tiền bạc trong phủ khố, bị Quang Thế bắt được rồi ông cho rằng người này là do Hàn Thế Trung sai đến, nên hai người xảy ra hiềm khích dẫn tới tấn công lẫn nhau, Cao Tông phải sai sứ đến hòa giải, ban cho hai người sách Giả Phức và Khấu Tuân truyện. Lại lệnh cho ông làm Giang Đông, Hoài Tây tuyên phủ sứ, Tri Trì châu, ban thưởng tiền 10 vạn mân.
Vương Ngạn Tiên - tướng của Ngụy Tề Lưu Dự cho quân đóng ở Hoài Thượng có ý muốn vượt sông tấn công triều Tống. Quang Thế sai Lịch Quỳnh dẫn Vô Vi quân bao vây Hào và Lư Viên, buộc giặc phải rút lui. Sau đó ông còn tố cao Phu Diên Lý Dật khiến người này bị bãi chức. Lúc người Kim và Lưu Dự xâm phạm, Quang Thế cùng với Trương Tuấn, Hàn Thế Trung là những người dẫn quân đối phó, ba người có tư khích với nhau. Cao Tông phải sang Thị ngự sử Ngụy Cang đến quân trung hòa giải khuyên ngăn họ bỏ tư oán mà một lòng báo quốc. Sau đó ông còn đem quân ở Thái Bình châu giúp đỡ Thế Trung, cuối cùng quân Kim phải rút lui. Quang Thế được đổi làm Thiếu bảo. Cao Tông cũng hết lời khen ngợi ông biết lấy lòng ái quốc áp chế tư thù. Cũng trong dịp đó, ông tâu xin bố trí ruộng ở Hoài Đông dời sang Hoài Tây, Cấp sứ trung Yến Đôn cho rằng điều này quấy nhiễu người dân nên Cao Tông không chấp nhận. Sau đó ông còn xin phong cho ba người thiếp của mình làm nhụ nhân, mở đầu cho việc phong chức tước cho vợ đại tướng dưới thời Nam Tống. Về sau đổi làm Thần Vũ Quân vi Hành doanh hộ quân, quân đội của ông được xưng là Tả Hộ quân. Lưu Dự cho xây thành Lưu Long để dòm ngó Hoài Tây, Quang Thế sai Vương Sư Thịnh đem quân phá được, do đó ông được gia phong Bảo Tĩnh quân tiết độ sứ, kiêm nhiệm ở cả ba trấn.
Năm 1136, Lưu Dự cùng với người Kim lại đánh xuống miền nam, ông được lệnh đưa quân đến Lư châu đối phó Bắc quân, cùng với đó còn có các tướng Hàn Thế Trung, Trương Tuấn chỉ huy các đội quân độc trận, Dương Nghi Trung làm hậu cự. Quân Ngụy Tề dùng kế cho hương dân giả làm Kim binh bố trí ở vùng sông Hoài. Lưu Quang Thế tấu rằng Lư châu khó có thể giữ và xin đưa quân đến Thái Bình Châu. Trương Tuấn sai người đến quân trung đôn đốc, Quang Thế cũng kiên trì phải rút khỏi Lư châu. Trương Tuấn tức giận, nói với bộ chúng của ông
Nếu có tên giặc nào quan sông thì lập tức chém các người.
Quang Thế không còn cách nào bất đắc dĩ phải giữ quân ở Lư châu, sai Vương Đức, Lịch Quỳnh từ An Phong dẫn quân đến Tạ Bộ, giao chiến với người Kim ba lần và giành chiến thắng. Trương Tuấn sau đó vào triều tấu rằng Quang Thế kiêu căng không chịu chiến đấu nên xin bãi chức. Tể tướng Triệu Đỉnh bảo rằng Quang Thế xuất thân con nhà tướng, nếu bãi chức sợ mất lòng người. Rồi dời ông làm Hộ Quốc, Trấn An, Bảo Tĩnh qiaan tiết độ sứ. Sang năm 1137, Hữu Tư gián Trần Công Phụ lại hặc tội ông không cố sức giữ Lư châu, Trương Tuấn tố cáo ông ham mê tửu sắc chẳng nghĩ đến quốc sự, miệng hô hào khôi phục nhưng ý khí ươn hèn. Thấy bị công kích từ nhều phía, ông bèn xưng bệnh xin bãi chức trong quân. Được đổi làm Thiếu sư, Vạn Thọ quan sứ, tước Vinh Quốc công, ban cho giáp phục một bộ, binh lính của ông trở về phủ Đô đốc. Trần Công Phụ lại bảo ông tuy bị bãi chức mà được làm thiếu sư thì là thưởng phạt bất minh, Cao Tông không nghe. Đạo quân của ông, Trương Tuấn giao cho Vương Đức làm đô thống, Lịch Quỳnh làm phó, Lã Chỉ làm tiết chế. Nhưng bọn quân sĩ - vốn được ông dung túng và phần nhiều là những người đầu hàng - đã trở thành vô kỉ luật. Cuối cùng Lịch Quỳnh giết Lã Chỉ đưa quân hàng Lưu Dự.

### Cuối đời
Năm 1139 ông được ban hiệu Phụ Quốc hòa chúng công thần, tiến phong Ung quốc công, Thiểm Tây tuyên phủ sứ. Năm 1140, người Kim kéo quân sang xâm lấn, vây Thuận Xương. Lưu Quang Thế được giao lại binh quyền, bái làm Thái báo, Tam Kinh chiêu phủ xử trí sứ để viện trợ cho Lưu Kĩ ở Thuận Xương. Ông tấu xin cho Lý Hiển Trung làm Tiền quân đô thống, Vương Đức làm tiết chế của Hiển Trung. Nhưng Vương Đức không muốn làm tiết chế, còn cánh quân của Hiển Trung tiến tới Túc, Tứ gặp tình thế bất lợi. Khi Quang Thế tiến tới Hòa châu thì Tần Cối đã khiến Cao Tông ra lệnh bãi binh. Quang Thế về triều, được phong Vạn Thọ quân sứ, đổi làm Dương Quốc công. Trong khi các tướng khác lần lượt bị Tần Cối gièm pha hãm hại, thậm chí bị giết thì Quang Thế biết giữ mình, không bị Tần Cối thù ghét.
Năm 1142, Lưu Quang Thế mắc bệnh, Cao Tông lệnh miễn khóa dịch cho gia đình của ông. Cùng năm đó ông qua đời, truy tặng thái sư, ban quan tước cho con cháu 14 người. Đặt thụy cho ông là Vũ Hi. Năm Can Đạo thứ 8 thời Tống Hiếu Tông (1172), truy phong An Thành quận vương. Năm Khai Hi nguyên niên (1205) thời Tống Ninh Tông, truy phong làm Phu vương.